# Societat Coral Diana
La Societat Coral Diana és una entitat nascuda el 1863 al poble de Cervelló, al Baix Llobregat, que duu a terme una activitat musical dinamitzadora del seu entorn i vinculada a la llengua i la cultura catalanes. Ha treballat pel manteniment de les tradicions, com ara les caramelles fins al 2014, tot i que s'han recuperat el 2023. És una entitat adherida a la Federació de Cors de Clavé. El 27 d'agost de 1922 es va fer una festa per renovar la bandera de la coral. Fins al 1939 el director va ser el músic Emili Serra Mac, també secretari de l'Ajuntament de Cervelló. Després de la Guerra Civil la coral no va actuar. A partir de 1945, el rector Miquel Rubio va animar als antics cantaires i gent jove, a formar de nou la societat coral. El director de la nova etapa va ser el músic, fill de Cervelló, Tomàs Villar fins a la seva mort. Anys més tard, cap el 1973 el seu fill, músic i professor, Antoni Villar Borràs va continuar fins als inicis del 2000. El Govern de Catalunya li atorgà la Creu de Sant Jordi el 2014. A partir del 150è aniversari la coral va canviar de cantaires i renovà el repertori de cants. Aquest any tenen la joia de poder celebrar el 160 aniversari de la Entitat.